# 海逸君綽酒店
海逸君綽酒店（英文：Harbour Grand Hotels）為海逸國際酒店集團旗下的五星級豪華酒店品牌，於2009年成立，由和記黃埔有限公司與長江實業（集團）有限公司合資所有，並由和記黃埔地產集團經營。和記黃埔及長江實業（集團）有限公司是李嘉誠家族成員公司。

## 旗下酒店
- 港島海逸君綽酒店（位於北角炮台山，2009年開業）
- 九龍海逸君綽酒店（位於紅磡黃埔，1995年開業，2010年1月28日前稱海逸酒店）

## 外部連結
- 海逸君綽酒店官方網址
- 港島海逸君綽酒店[永久]
- 九龍海逸君綽酒店 （页面存档备份，存于）